# Cantó de Paulhac
El cantó de Paulhac és un cantó del departament francès de la Gironda, a la regió de la Nova Aquitània. Està inclòs al districte de L'Esparra i té 7 municipis. El cap cantonal és Paulhac.

## Municipis
- Cissac de Medòc
- Paulhac
- Sent Estèfe
- Sent Julian Vaisherèla
- Sent Sauvador
- Sent Seurin de Cadorna
- Vertulh

## Història
| Data d'elecció                           | Identitat         | Partit | Qualitat |
| ---------------------------------------- | ----------------- | ------ | -------- |
| 1945-1948                                | Alban Duphil      |        |          |
| 1948-1956                                | M. Ferrand        |        |          |
| 1956-1992                                | André Cazes       | RPR    |          |
| 1992-1998                                | Louis Sénillon    | RPR    |          |
| 1998-                                    | Sébastien Hournau | PS     |          |
| les dades anteriors no són pas conegudes |                   |        |          |
|                                          |                   |        |          |

## Demografia
| 1962   | 1968   | 1975   | 1982   | 1990   | 1999   | 2006   |
| ------ | ------ | ------ | ------ | ------ | ------ | ------ |
| 11.734 | 11.990 | 13.036 | 13.107 | 12.944 | 12.332 | 12.520 |